# Paracyprichromis nigripinnis
Paracyprichromis nigripinnis é uma espécie de peixe da família Cichlidae.
É endémica de República Democrática do Congo.
Os seus habitats naturais são: lagos de água doce Lago Tanganyika, pode chegar a 11 cm, agua dura e alcalina um PH ideal é 8.6 a 9.1. Peixe moderadamente agressivo.